# Dramatens elevskola
Dramatens elevskola var en svensk teaterutbildning, grundad år 1787 av kung Gustav III och Sveriges främsta fram till 1964, då den ombildades till Statens scenskola. År 1964 hade man inget intag av elever.

## Historia
Då skolan grundades år 1787 kallades den ofta barnteatern; tidigare hade blivande svenska skådespelare, dansare och sångare fått bli studenter hos en enskild kollega, men nu skulle barn utbildas till yrket från grunden enligt samma princip som i utlandet. Det ingick då att uppföra barnpjäser eller elevföreställningar som träning. 
I Kexels almanacka från 1788 finner man en av de fåtaliga uppgifter som bevarats om elevskolan från dess allra första tid; han berättar att operadirektionen "...i slutet av förledigt år inrättat en Theater för Operans Elever, hvarest de, genom därtill inrättade Piecers upförande, kunna vinna en öfning, som är nödvändig, at börja ifrån de spädaste åren. Denna Theatre öpnades i början af December Månad med en svensk Originae-Comedie, i 2:ne Acter, blandad med sång och Dans, under namn av Några Mil från Stockholm. Eleverne, som därtil nyttjades voro till ett antal af 40 stycken, hvaribland ingen var öfver 15 men flere under 9 a 10 år...Hans Majestät Konungen har med sin höga närvaro och nådiga bifall behagat hedra representationerna af detta Barn-Spectacle, hvars inrättning påsyftar Svenska Theatrala talenternas upodling och bestånd i framtiden. " Skolan fick år 1793 en fransk organisation när Joseph Sauze Desguillons och Anne Marie Milan Desguillons utnämndes till föreståndare.  
Den var genom alla dessa år knuten till Dramaten i Stockholm (där skolan sedan 1907 låg inrymd i byggnaden vid Nybroplan och där eleverna hade en egen scen och lokal; det som idag kallas "Tornrummet" och som nu används av Dramaten som mindre spelscen). 
År 1964 togs dock beslutet att skilja elevskolan från Dramaten (eftersom man hade lokalbrist och hade svårt att svara mot skolans ständigt ökande elevantal). Man inrättade då istället vad som under 1960- och 70-talet kom att bli "Statens scenskola" i Stockholm och som sedermera kom att ändra namn ännu en gång till Teaterhögskolan i Stockholm.

## Rektorer

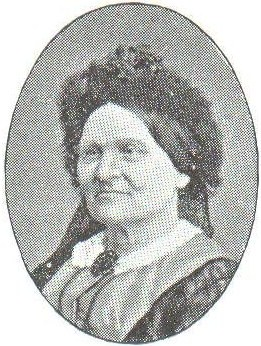
Carolina Bock.

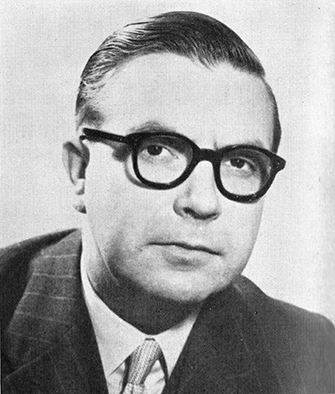
Stig Torsslow.

- 1790–1793: Francois Marie Moussé Félix
- 1793–1800: Joseph Sauze Desguillons
- 1793–1798: Anne Marie Milan Desguillons (gemensamt med maken)
- 1804–1812: Sofia Lovisa Gråå
- 1812–1815: Caroline Müller
- 1819–1823: Maria Franck (Ruckman)
- 1828–1831: Gustav Åbergsson
- 1831–1834: Carolina Bock
- 1834–1840: Nils Almlöf
- 1840–1841: Wilhelm Svenson
- 1841–1856: Carolina Bock
- 1856–1857: Wilhelm Svenson
- 1857–1868: Johan Jolin
- 1868–1874: Frans Hedberg
- 1874–1877: Knut och Betty Almlöf
- 1877–1886: Anders och Hedvig Willman
- 1889–1889: Emil Hillberg
- 1890–1892: Nils Personne
- 1892–1893: Albion Örtengren
- 1893–1898: Nils Personne
- 1898–1904: Albion Örtengren
- 1904–1921: Frans Enwall
- 1921–1926: Gustaf Molander
- 1926–1935: Helge Wahlgren[1]
- 1935–1936: Olov Molander[2]
- 1936–1946: Stig Torsslow
- 1946–1948: Rudolf Wendbladh[3]
- 1948–1953: Olle Hilding

## Elever i urval

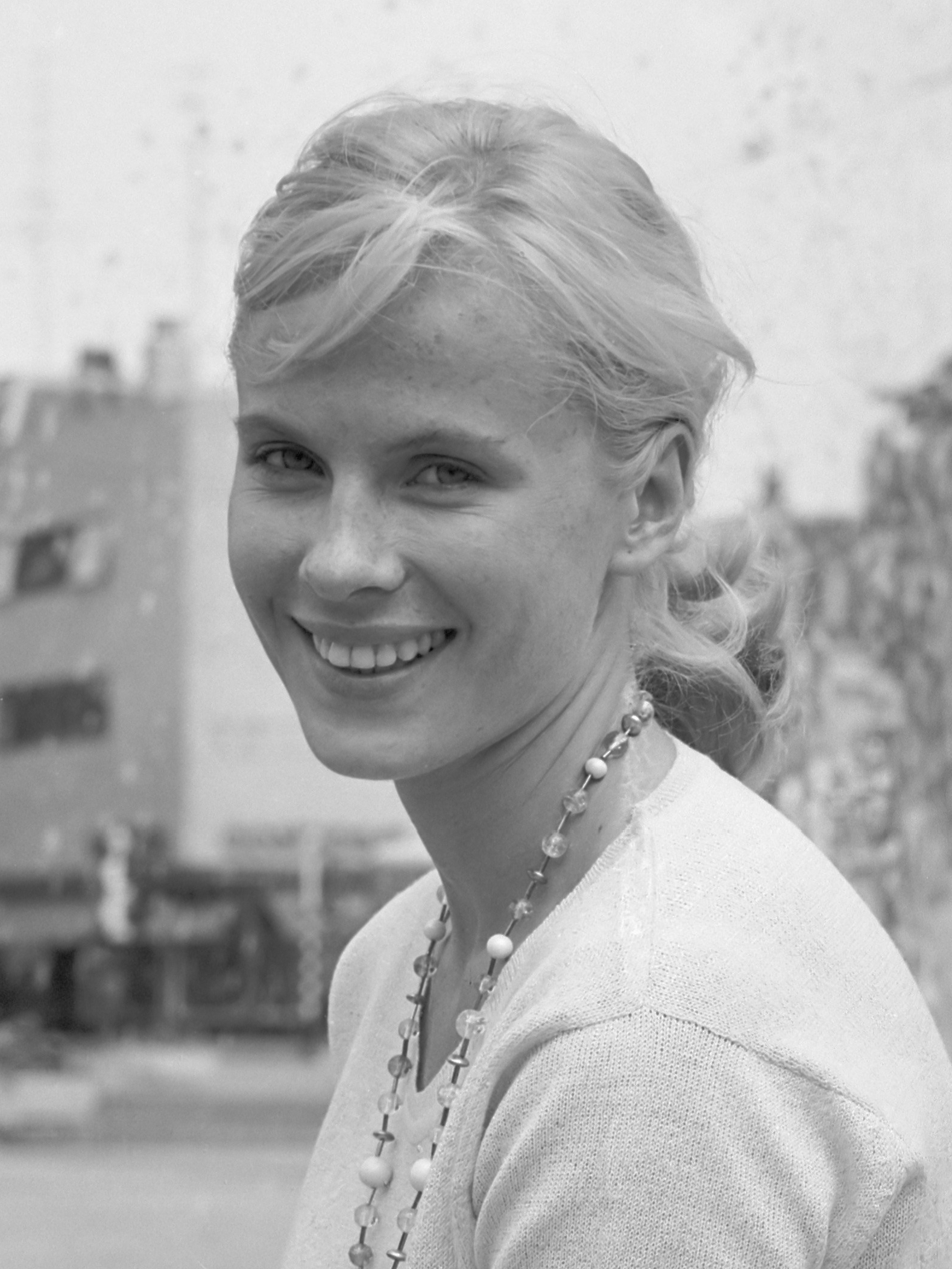
Bibi Andersson.

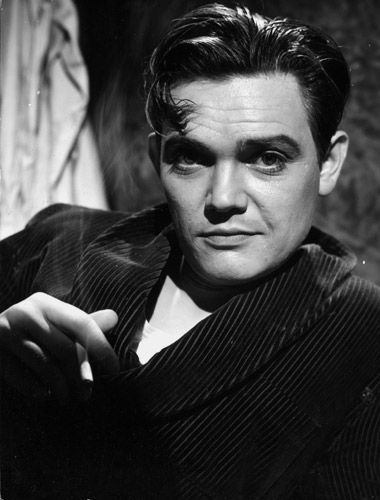
Lars Ekborg.

- Kristina Adolphson
- Bibi Andersson
- Ingrid Bergman
- Brita Billsten
- Anita Björk
- Gunnar Björnstrand
- Kotti Chave
- Eva Dahlbeck
- Allan Edwall
- Lars Ekborg
- Greta Garbo
- Lars Hanson
- Signe Hasso
- Inger Hayman
- Eva Henning
- Stig Järrel
- Gun Jönsson
- Ingvar Kjellson
- Margaretha Krook
- Jarl Kulle
- Irene Lindh
- Lars Lind
- Sven Lindberg
- Olof Lundström Orloff
- Ingrid Luterkort
- Mona Malm
- Jan Malmsjö
- Lena Nyman
- Toivo Pawlo
- Eva Persson
- Hjördis Petterson
- Gunilla Poppe
- Sif Ruud
- Georg Rydeberg
- Vera Schmiterlöw
- Christina Schollin
- Alf Sjöberg
- Helge Skoog
- Max von Sydow
- Dora Söderberg
- Sven-Bertil Taube
- Olof Thunberg
- Inga Tidblad
- Meta Velander
- Anita Wall
- Tom Walter
- Frida Winnerstrand
- Gunn Wållgren
- Mai Zetterling
- Georg Årlin

### 1948–1951
Klassen 1948 hör kanske till de mest namnkunniga med bl.a. Jan-Olof Strandberg, Allan Edwall, Margaretha Krook, Ingrid Thulin, Yvonne Lombard, Lars Ekborg, Max von Sydow och Jan Malmsjö.

## Lärare i urval

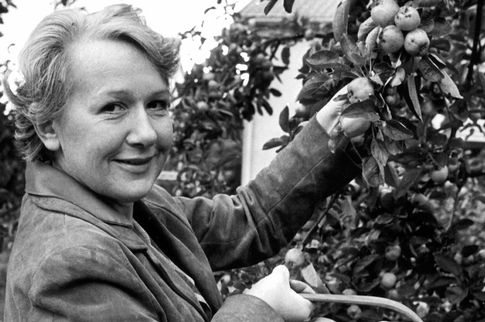
Sif Ruud.

- Gabriel Alw
- Hanna Brooman
- Bengt Eklund
- Charlotta Eriksson
- Gerda Lundequist
- Hilda Borgström
- Hjördis Petterson
- Olle Hilding
- Renée Björling
- Sif Ruud
- Ingvar Hirdwall
- Allan Edwall
- Ulla Sjöblom